# Enedrik
Enedrik är en ö i Marshallöarna.   Den ligger i kommunen Arnoatollen, i den sydöstra delen av Marshallöarna, 40 km öster om huvudstaden Majuro. Arean är 0,22 kvadratkilometer.
Terrängen på Enedrik är mycket platt. Öns högsta punkt är 11 meter över havet. Den sträcker sig 0,4 kilometer i nord-sydlig riktning, och 1,1 kilometer i öst-västlig riktning.